# Duns
Duns (Na Dùintean in gaelico) è una città (in passato burgh) sulla costa orientale della Scozia, nel Regno Unito. Fa parte dell'area amministrativa dello Scottish Borders. La sua popolazione è di circa 2 650 abitanti (2004).

## Storia
Nei suoi dintorni sorge una fortezza di collina dell'età del ferro.
la prima menzione della città è antecedente al 1179, quando un Hugo de Duns sottoscrisse come testimone un beneficio verso l'abbazia di Kelso. La città viene nuovamente nominata come toponimo nella firma di un Robert of Douns in calce al documento detto Ragman Roll del 1296.
Fu luogo di nascita di Giovanni Duns Scoto, noto teologo vissuto tra la fine del XIII e l'inizio del XIV secolo.
Nel 1377 fu teatro di una battaglia delle truppe locali contro il duca di Northumberland che aveva invaso la Scozia.
Nel 1490 la città fu costituita come burgh of barony da Giacomo IV e fino al 1975 era capitale della contea del Berwickshire.

## Monumenti e luoghi d'interesse
- Castello di Duns

## Amministrazione

### Gemellaggi
- Żagań (Polonia)